# Alla molfettesa manera
Alla molfettesa manera è l'unico album in studio del gruppo musicale italiano Sunny Cola Connection, pubblicato nel 2005 e autoprodotto dalla band.

## Descrizione
L'album contiene 19 tracce (di cui 18 cantate in dialetto molfettese e una, Butrinti, composta da rutti) più una bonus track, Mille Lire, che è una breve registrazione di un personaggio locale molfettese.

## Tracce
Testi e musiche di M-Keal.
1. È assè u denn – 4:49
2. Dalla vi d 4 – 4:11
3. Aun, do e tre – 3:49
4. Molfettamina – 3:57
5. Skazz l'eminl – 4:05
6. Bell d kiazz – 4:01
7. Nen è colp le me – 4:17
8. Vecchiaridde – 3:35
9. Pulp Teneridde – 3:48
10. Butrinti – 2:37
11. Sfatgat – 3:46
12. Pinz a sta boon – 3:43
13. Cambsend – 3:50
14. Scaplimm – 3:32
15. Mang la vocc adà apraie – 3:05
16. Positivaibrescion – 4:00
17. Mnè – 3:10
18. Senda Ncol – 4:26
19. Mille lire (bonus track) – 0:16

Durata totale: 68:57

## Formazione
- M-Keal - voce, rapping
- U Fabie - voce, rapping
- U Bepp - voce, rapping